# Holzglas
Holzglas ist ein Gemeindeteil der Gemeinde Feldkirchen-Westerham im oberbayerischen Landkreis Rosenheim.
Holzglas hat einen Einwohner (Stand 31. Dezember 2004). Die Einöde besteht aus einem zweiflügeligen Gehöft, das am Rande eines Waldstückes im Nordosten der Gemeinde auf einer Höhe von 550 m ü. NN liegt. Holzglas liegt westlich des Ortsteils Thal, mit dem es durch eine Feldstraße verbunden ist. Westlich und südlich von Holzglas entspringen vier Quellen, die über zwei Bäche die Glonn speisen.